# Machambet Dosmuchambetow

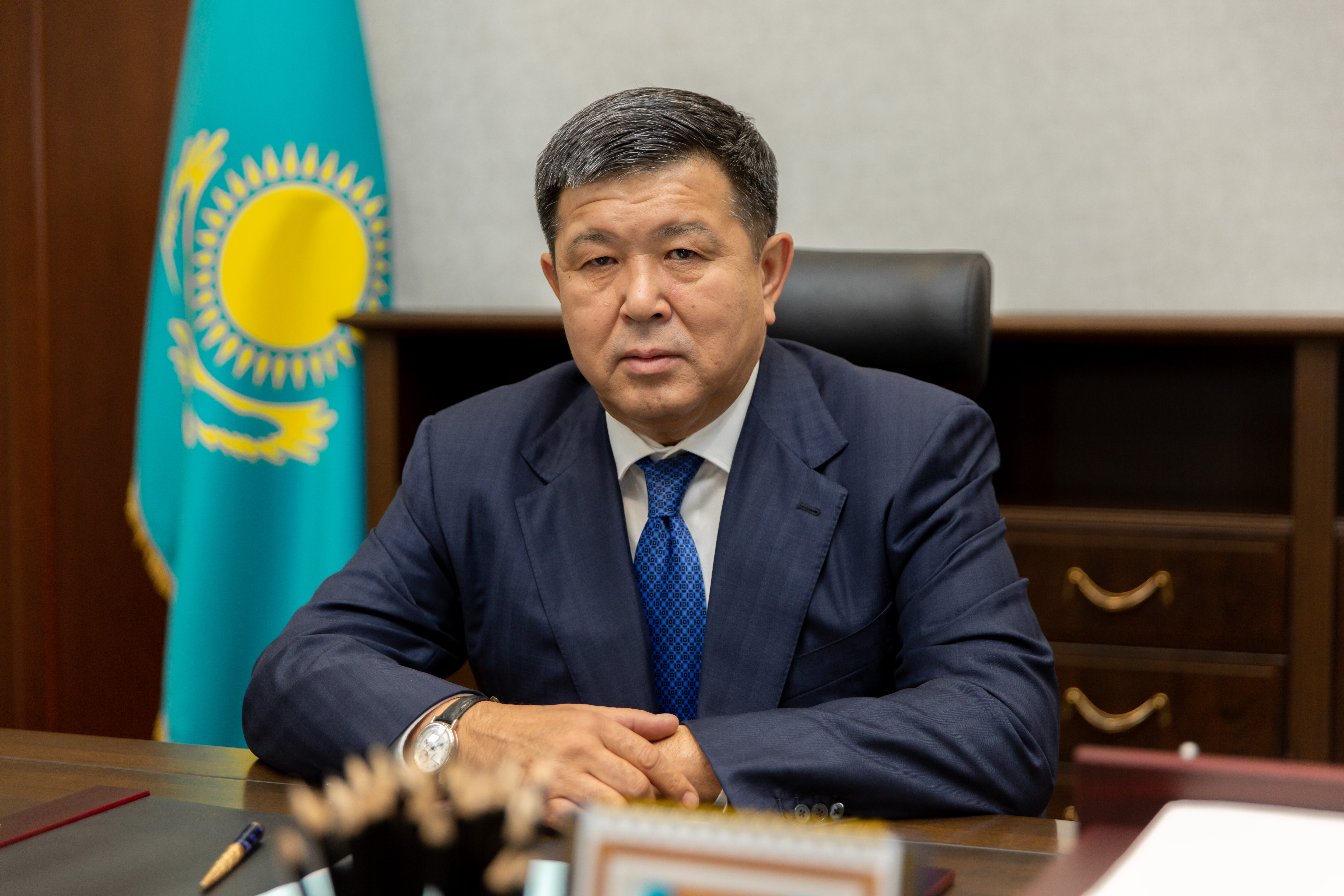
Machambet Dosmuchambetow (2019)

Machambet Scholdasqaliuly Dosmuchambetow (kasachisch Махамбет Жолдасқалиұлы Досмұхамбетов, russisch Махамбет Джолдасгалиевич Досмухамбетов Machambet Dscholdasgalijewitsch Dosmuchambetow; * 25. Dezember 1960 in Gurjew, Kasachische SSR) ist ein kasachischer Geologe und Politiker.

## Leben
Dosmuchambetow wurde 1960 geboren. Er schloss 1983 ein Geologiestudium mit dem Schwerpunkt Erkundung von Öl- und Gasfeldern am Moskauer Institut für Öl und Gas in Moskau ab. 2016 folgte ein Master of Business Administration an der Kasachischen Staatlichen Rechtsuniversität.
Nach seinem Abschluss am Moskauer Institut arbeitete er zunächst als Geologe bei Embaneft, einem Erdölunternehmen im Westen der Kasachischen SSR. Ab 1989 war er Leiter der geologischen Abteilung des Produktionszweiges Dossorneft bei Embaneft und 1991 war er Leiter der geologischen Abteilung bei Makatneft, einem weiteren Produktionszweig von Embaneft. Zwischen 1991 und 1996 war er für das Joint-venture Munai tätig. Ab 1997 arbeitete er in verschiedenen Positionen bei Embamunaigas, dem Nachfolgeunternehmen von Embaneft, und als Direktor der geologischen Abteilung von Kazakhoil. Ab 2002 war er  Direktor der Abteilung für Geologie und Entwicklung des neu gegründeten Staatsunternehmens KazMunayGas. Für dieses war er bis 2004 in verschiedenen Positionen tätig, bevor er bei den beiden Tochterunternehmen KazMunayGas EP und KazGerMunai beschäftigt war. 2009 wechselte er dann zu Mangghystaumunaigas, wo er zuerst stellvertretender Generaldirektor für Geologie und Entwicklung und ab November 2012 erster stellvertretender Generaldirektor und Mitglied der Geschäftsleitung war. Im September 2013 wurde Dosmuchambetow  dann Vorstandsvorsitzender von Embamunaigas. Im Januar 2015 wurde er auf diesem Posten abgelöst und er kehrte wieder zu KazMunayGas zurück, wo er stellvertretender Vorstandsvorsitzender wurde.
Im November 2016 bekam er zum ersten Mal ein politisches Amt in der Regierung Kasachstans, indem er zum ersten stellvertretenden Energieminister ernannt wurde. Seit dem 18. Dezember 2019 ist Dosmuchambetow Äkim (Gouverneur) des Gebietes Atyrau.